# Escudo de Tartaristán

Aq Bars o Leopardo de las Nieves. Símbolo de la república rusa de Tartaristán.

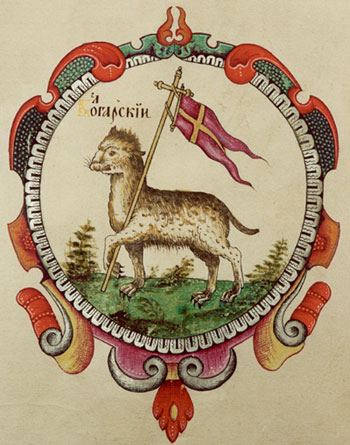
El sello de armas ruso, con el escudo de armas del rey búlgaro

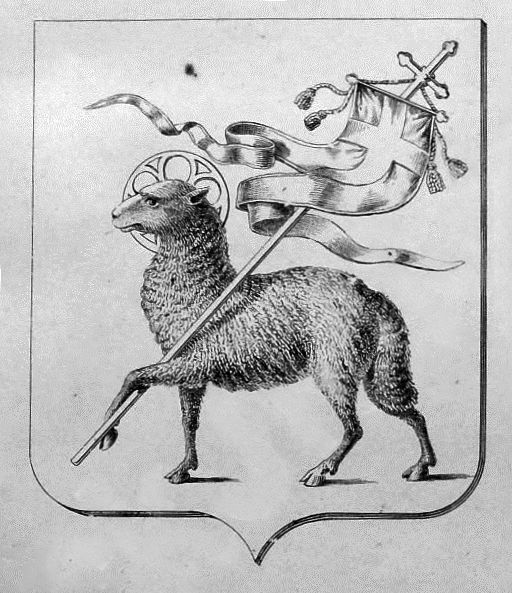
El escudo de armas del rey búlgaro

Aq Bars (o Ak Bars) (Cirílico:Ак Барс) (en castellano:leopardo de las nieves) es el emblema de Tartaristán. Se trata de un símbolo turco antiguo y búlgaro traducido como Leopardo Blanco o leopardo de las nieves, y ha estado en uso desde 1991 como símbolo oficial de Tartaristán.
Históricamente, este símbolo fue usado en Bulgaria del Volga y el Kanato de Kazán (Kazán) - predecesores de Tartaristán - como un símbolo del estado. El símbolo del leopardo de las nieves viene de los tótems de una de las tribus búlgaras - los Barsils. Según la leyenda, los Barsils fundaron Bilär en Bulgaria del Volga.
El creador del emblema actual es el artista Rif Zägri ulı Fäxretdinev.
- Datos: Q462479